# Valle de Ytu
Valle de Ytu es una compañía del distrito de Caacupé en el departamento de Cordillera, y conocido lugar turístico de Paraguay.

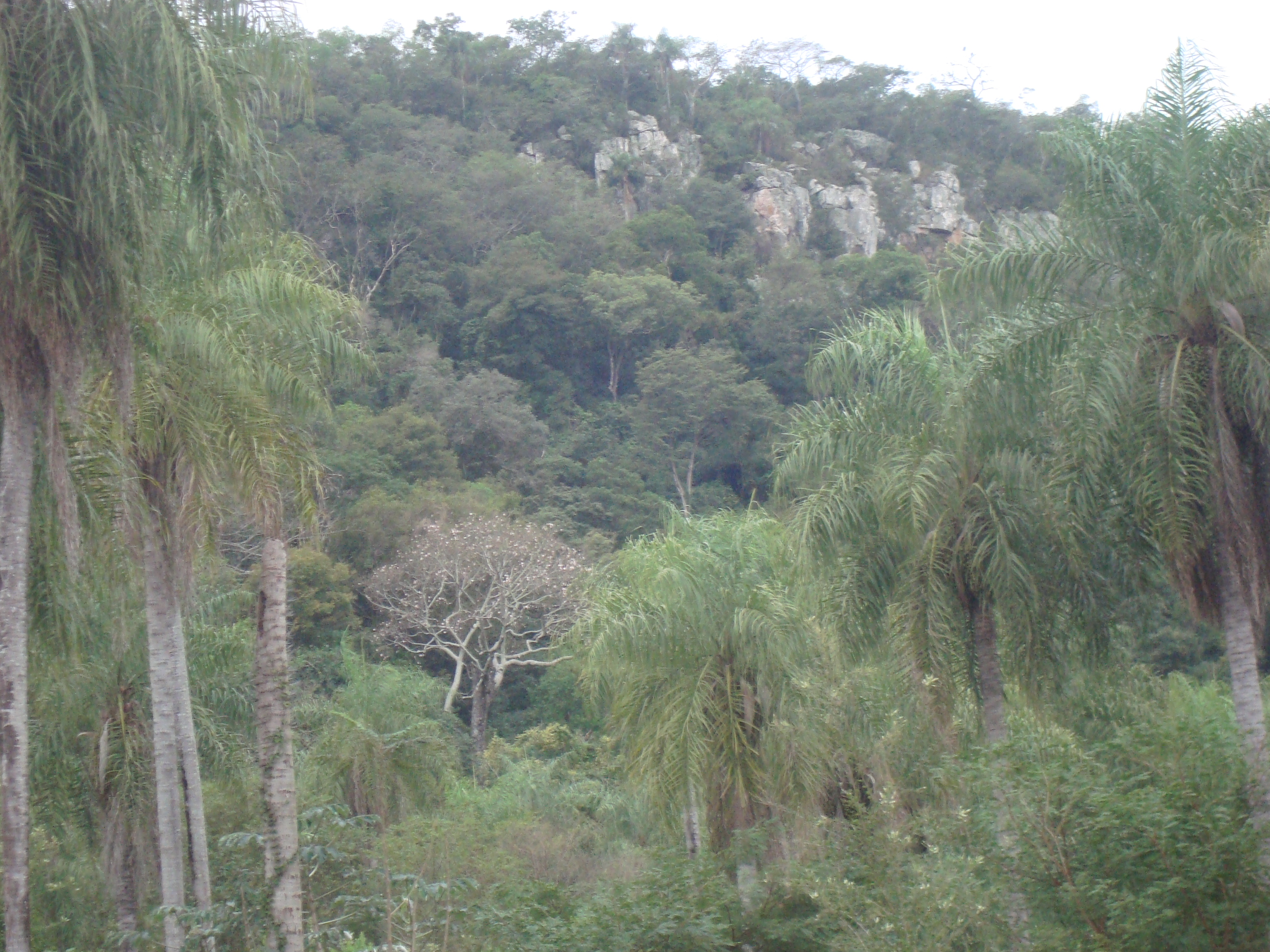
El cerro Aguaity visto desde el valle del arroyo Ytu en Caacupé (Paraguay).

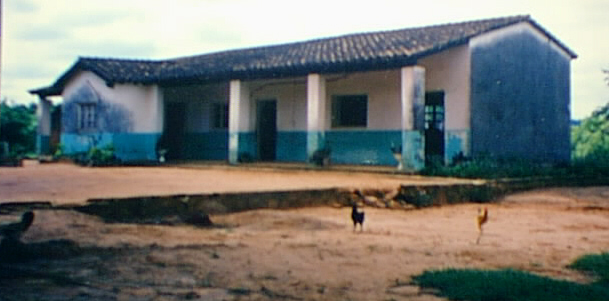
Escuela graduada 2223 Gral. de Brigada Feliciano Morales en Ytu Guazu (foto del 1993).

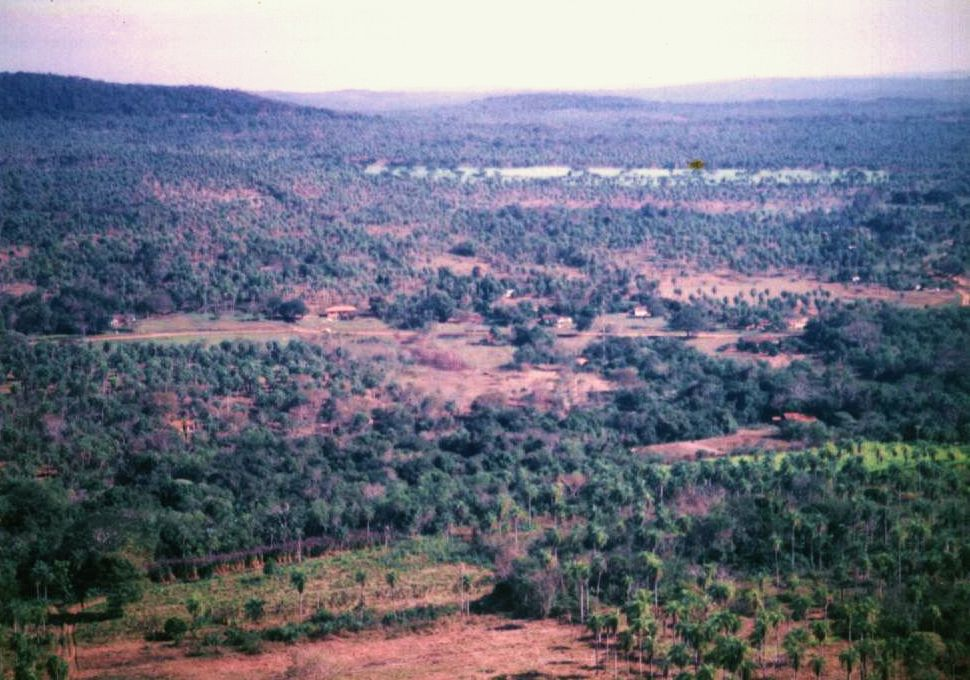
El visto valle del arroyo Ytu desde la cima del cerro Aguaity.

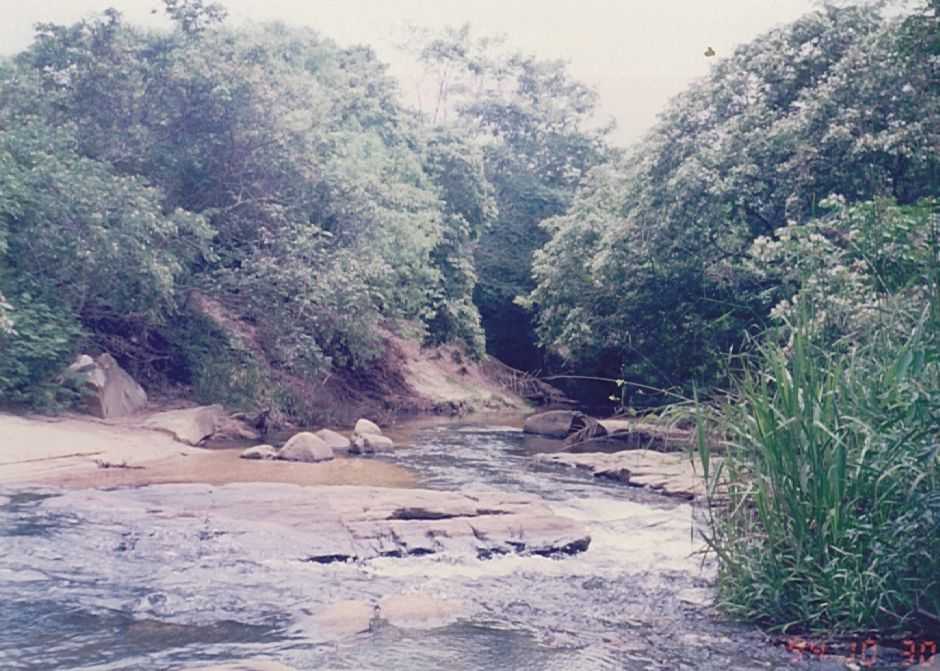
El arroyo Ytu.

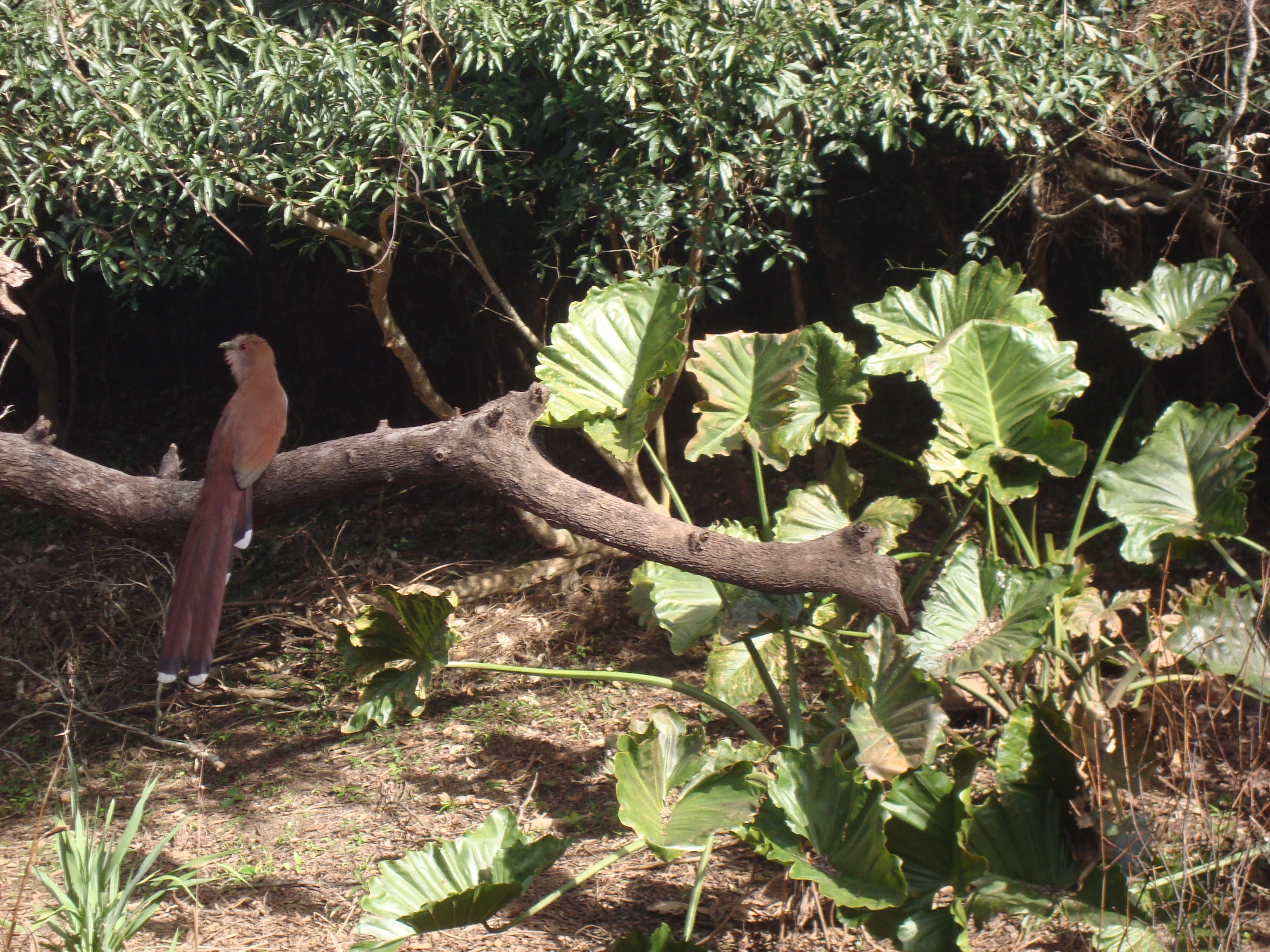
Tingasu y guembe cerca del arroyo Ytu.

## Geografía
Se encuentra en el municipio de Caacupé en la Cordillera de los Altos, en la zona central del Paraguay. Se divide administrativamente en dos compañías: Ytumí y Ytu Guazu. Su nombre, qu en el idioma guaraní significa salto (de agua) que nace en el mismo municipio, y se tira en el Río Piribebuy, el cual a su vez desemboca en el Río Paraguay.
El arroyo serpentea entre cerros, entre los cuales de destaca el cerro Aguaity que separa los municipios de Caacupé y Eusebio Ayala, y desde el cual se puede observar el valle en su conjunto.

## Historia

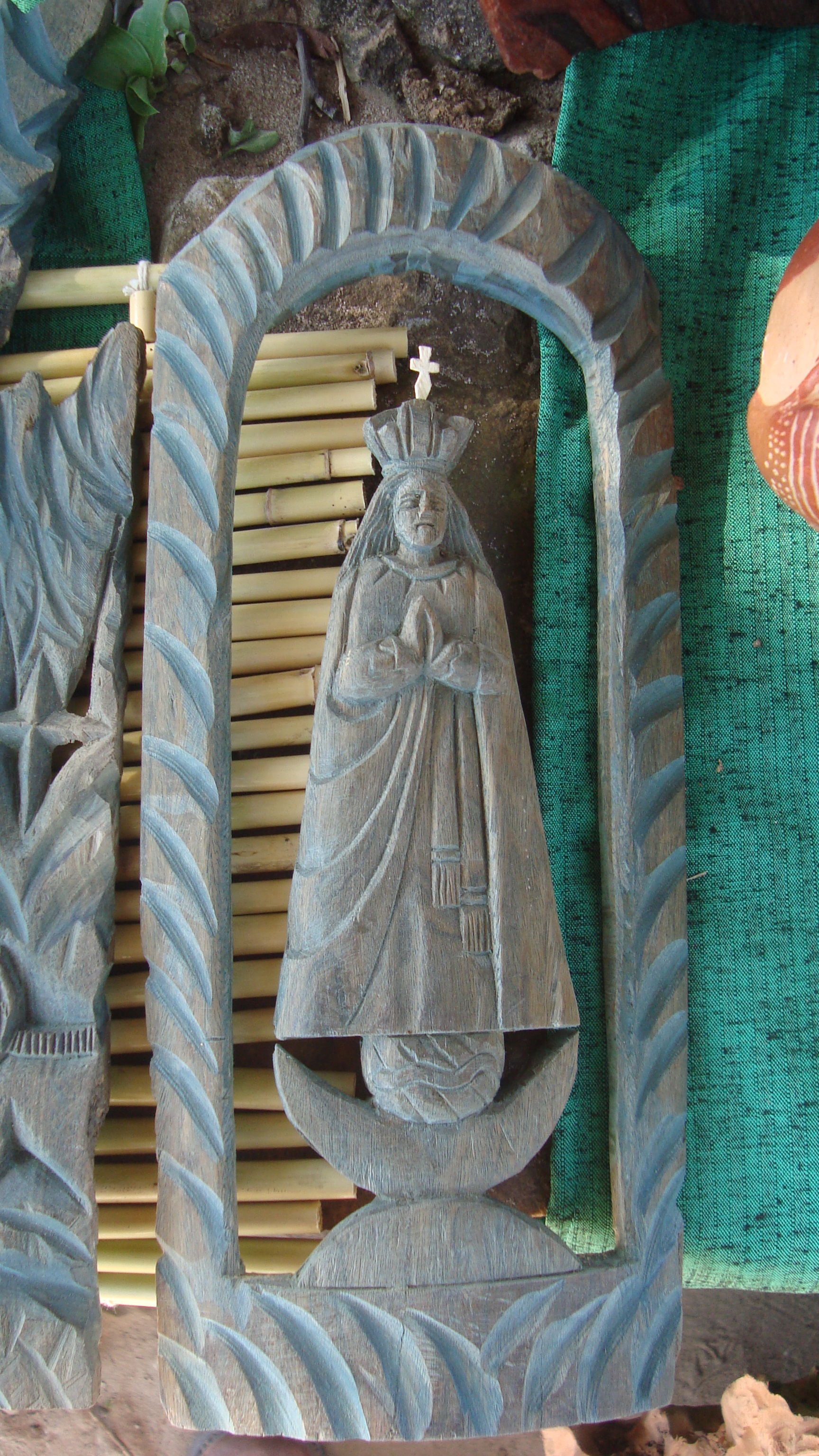
Virgen de Caacupé tallada en madera de palo santo por un artesano de Tobatí.

Poblado originalmente por indígenas guaraníes, el valle de Ytu entra en la historia de la fundación de Caacupé a través de la leyenda del indio José, guaraní cristianizado oriundo de la misión franciscana de Atyra quien, perseguido por otros indios de la etnia Mbaya, se esconde en el valle de Ytu. Tras escapar gracias a la intervención milagrosa de la Virgen María, la agradece tallando la primera imagen de la Virgen de los Milagros de Caacupé.

## Población
El valle está poblado principalmente por familias campesinas paraguayas, sin embargo en los últimos años se multiplican las quintas y residencias secundarias de personas originarias de Asunción y otros puntos del país. Además hay una creciente inmigración, en particular de origen europeo.
Tradicionalmente los ytuenses se dedicaban a la agricultura familiar. Actualmente esta actividad se va reemplazando por empleos en las ciudades vecinas o en las quintas y establecimientos turísticos. Estos datos, conjugados con el rápido desarrollo del uso de telefonía celular, internet y motos, han modificado profundamente el ritmo de vida del valle y de las zonas circundantes.

## Instituciones
Centros educativos:
- Colegio Nacional "Ytumi" en Ytumi[3]
- Escuela graduada 2223 Gral. de Brigada Feliciano Morales en Ytu Guazu[4]

Oratorios:
- Oratorio Sagrado Corazón de Jesús en Ytu Guazu[5]